# Gravesende
Gravesende was een nederzetting in het voormalige Nieuw-Nederland in de Verenigde Staten. De nederzetting werd op 19 december 1645 door Engelse anabaptisten gesticht die in het eigen New England vervolgd werden. De nederzetting werd gesticht onder leiding van Deborah Moody met toestemming van de directeur Willem Kieft. Het staat tegenwoordig bekend als Gravesend in de borough Brooklyn van de stad New York.
Historisch wordt wel gesproken van de zes nederzettingen in Brooklyn, waarvan er vijf Nederlands waren en Gravesende de enige Engelse was.